# 国際連合安全保障理事会決議215
国際連合安全保障理事会決議215（こくさいれんごうあんぜんほしょうりじかいけつぎ215、英: United Nations Security Council Resolution 215）は、1965年11月5日に国際連合安全保障理事会で採択された決議である。第二次印パ戦争に関係する。
安保理は、決議209、決議210、決議211、決議214で要請され、インドとパキスタンが同意したにもかかわらず、停戦が成立していないことを受けて、両国の代表と国際連合事務総長の代理人に対して、可能な限り早く会談を行い、撤退の日程を決めるように要請するとともに、事務総長に対して、決議の遵守に関する報告書を提出するように求めた。
決議は、ヨルダンとソビエト連邦が棄権したものの、賛成9で採択された。